# St. Hubertus (Düsseldorf-Itter)

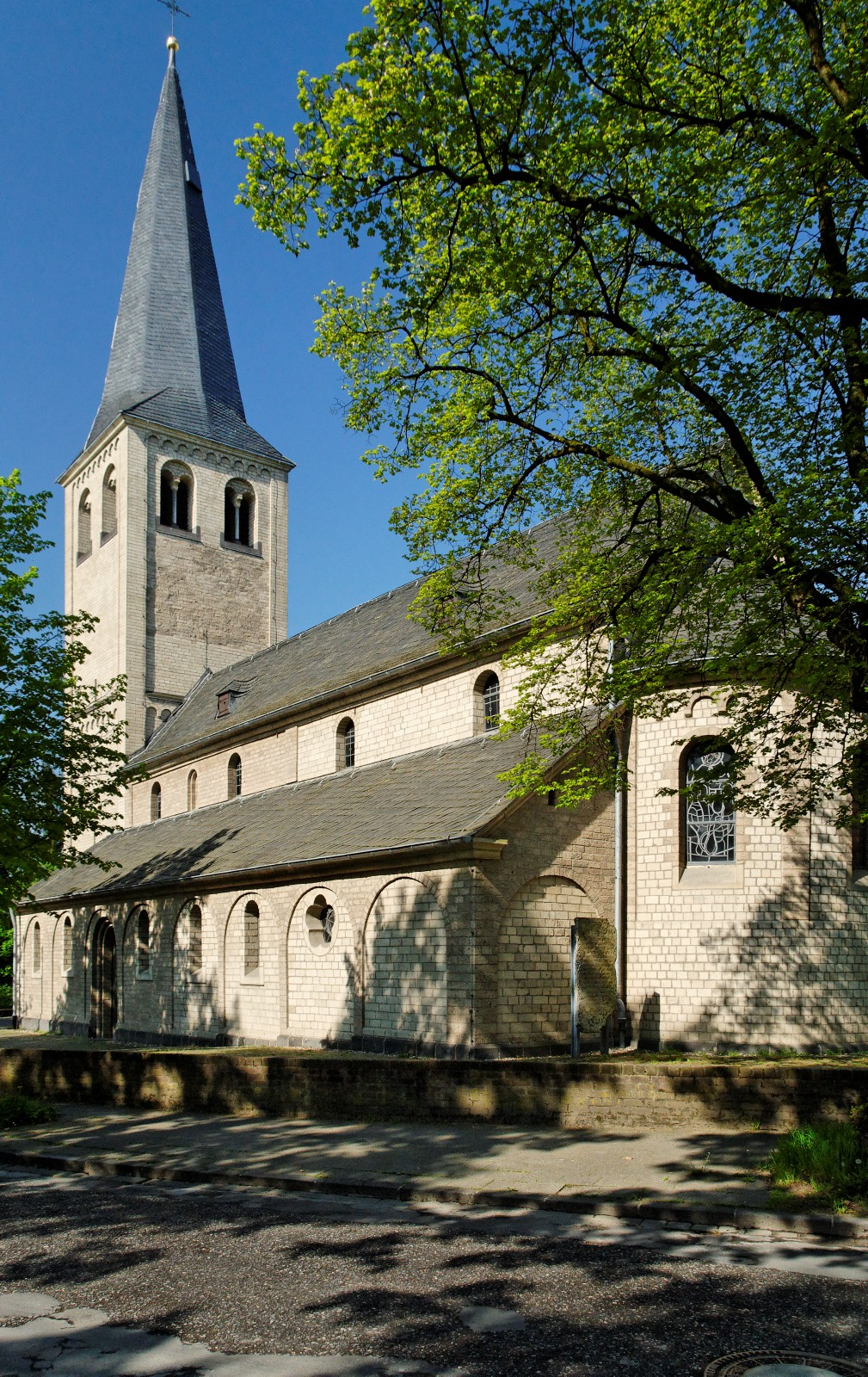
St.-Hubertus-Kirche, 2009

Die katholische Pfarrkirche St. Hubertus in Itter ist eine dreischiffige romanische Basilika mit einem Glockenturm und gehört zu den vier ältesten Kirchen in Düsseldorf. Die gleichnamige Pfarrei gehört zur Seelsorgeeinheit Düsseldorfer Rheinbogen.

## Geschichte
Die Entwicklung des Kirchbaus von St. Hubertus wird in St. Hubertus Düsseldorf-Itter beschrieben: Um 1100 entstand eine fast quadratische Kleinkirche. Ein halbes Jahrhundert später erfolgte der Anbau des heute noch erhaltenen Turms. Bereits etwa 1170 wurde die Kirche im heute noch bestehenden Baustil umgebaut. Anschließend blieb die Außenarchitektur der im Vergleich zu heute noch wesentlich kleineren Kirche fast sieben Jahrhunderte lang unverändert. Erst 1862, nachdem die Romanik eine Renaissance erfahren hatte, wurde St. Hubertus auf die heutige Größe erweitert, indem die Kirchenschiffe verlängert wurden, der Altarraum vergrößert und eine Sakristei angebaut wurde. Außerdem erhielt das Mittelschiff ein steinernes Gewölbe, so dass zwar der reine romanische Stil erhalten blieb aber der Charakter einer Basilika bis zur Behebung der durch den Zweiten Weltkrieg verursachten Schäden verloren ging. Ab 1956 erhielt das Mittelschiff wieder eine für Basiliken typische Flachdecke, wurde eine Taufkapelle angebaut und eine Orgel-Empore eingebaut. 1970 folgte noch der Neubau einer größeren Sakristei.
Die Pfarrei St. Hubertus wurde 1492 erstmals urkundlich erwähnt und umfasste in etwa die heutigen Düsseldorfer Stadtteile Itter und Holthausen. Sie ist seitdem eigenständig, gehört aber seit 2008 der Seelsorgeeinheit Düsseldorfer Rheinbogen an. 1623 fand zum ersten Mal die Gottestracht statt. Seit 2013 wird sie gemeinsam mit der Nachbarpfarrei St. Nikolaus in Himmelgeist durchgeführt.

## Orgel
Die Orgel wurde ab 1997 von dem der Firma Weimbs Orgelbau aus Hellenthal erbaut und ab November 1999 montiert. Sie ist seit Anfang Februar 2000 spielbar und wurde am 9. April 2000 geweiht. Das Schleifladen-Instrument hat 15 Register auf zwei Manualen und Pedal.
Die Spiel- und Registertrakturen sind – bis auf die des Pedals – mechanisch, die des Pedals elektrisch.
| I Hauptwerk C–g3 |                |       |
| 1.               | Principal      | 8′    |
| 2.               | Flöte          | 8′    |
| 3.               | Octave         | 4′    |
| 4.               | Superoctave    | 2′    |
| 5.               | Mixtur III     | 1 ⁄3′ |
| 6.               | Trompetenregal | 8′    |

| II Schwellwerk C–g3 |               |        |
| 7.                  | Gedeckt       | 8′     |
| 8.                  | Salicional    | 8′     |
| 9.                  | Vox coelestis | 8′     |
| 10.                 | Traversflöte  | 4′     |
| 11.                 | Nazard        | 2 ⁄3′  |
| 12.                 | Flageolett    | 2′     |
| 13.                 | Terz          | 1 3⁄5′ |
|                     | Tremulant     |        |

| Pedal C–f1 |             |     |
| 14.        | Subbass     | 16′ |
| 15.        | Gedecktbass | 8′  |

- Koppeln: II/I, I/P, II/P

Vorausgegangen waren eine 1961 installierte Orgel mit 11 Register von Walker, Ludwigsburg und eine 1914 installierte Orgel von Fabritius aus Kaiserswerth.